# Pseudolimnophila (Calolimnophila) comes
Pseudolimnophila (Calolimnophila) comes is een tweevleugelige uit de familie van de steltmuggen (Limoniidae). De soort komt voor in het Afrotropisch gebied.